# Crocidura nanilla
Crocidura nanilla es una especie de musaraña de la familia de los soricidae.

## Distribución geográfica
Se encuentra en Guinea, Kenia, Mauritania, Senegal, Tanzania y Uganda.